# Les Imberts
Les Imberts est le plus gros des hameaux de Gordes, commune française située dans le département de Vaucluse, région Provence-Alpes-Côte d'Azur.

## Géographie

### Situation
Les Imberts est situé dans la plaine directement aux pieds des monts de Vaucluse, à l'ouest de la commune et en bordure de celle de Cabrières-d'Avignon, à l'ancienne frontière entre la Provence et le Comtat Venaissin.

### Hydrographie
La Sénancole passe à l'est puis au sud du hameau.

## Administration
Dépend de Gordes. L'un des trois centres de votes de la commune s'y trouve.

## Équipements ou Services
Après avoir eu plusieurs petits commerces simultanés (boulangerie, épicerie, etc.) il ne reste en 2009 qu'un garage / station essence.

### Éducation
Comme les écoles de la commune de Gordes, celles des Imberts dépendent de l'académie d'Aix-Marseille. Le hameau dispose d'une crèche et une école maternelle (63 élèves).

### Sports
C'est dans ce hameau que se trouvent les deux stades de football de Gordes, un pour les matchs officiels et un pour l'entrainement.

### Culte
Les Imberts possède sa propre église, construite entre 1785 et 1792 après que — fait rare pour une seule et même commune — l'ancienne église du hameau des Imberts eut accédé au statut de paroisse en 1777 sans pour autant qu'il y ait séparation administrative avec le village. Outre cette église, on trouve quelques éléments et façades du XVIIIe siècle. Elle dépend du Diocèse d'Avignon, doyenné d'Apt.